# CT Araguaia (D-14)
O CT Araguaia (D-14) é um navio do tipo contratorpedeiro da Marinha do Brasil, Classe Amazonas.

## Construção
O Araguaia foi construído no Arsenal da Marinha, da Ilha das Cobras, na cidade do Rio de Janeiro.

## Origem do nome
Araguaia tem o significado de Rio das Araras ou papagaio manso em tupi antigo. O nome do navio é uma homenagem ao rio brasileiro de mesmo nome que nasce no estado brasileiro de Goiás.
É o segundo navio na Marinha do Brasil a utilizar este nome, o primeiro foi a Canhoneira Mista Araguaia (1858), da Classe Araguaia.
|  |